# Wilhelm IV xứ Bayern
Wilhelm IV (tiếng Đức: Wilhelm IV; 13 tháng 11 năm 1493 - 7 tháng 3 năm 1550) là công tước xứ Bavaria từ năm 1508 đến 1550. Kể từ năm 1545, ông cùng với người em trai Louis X giữ chức tước Công tước xứ Bayern. Ông được sinh ra ở München. Thân phụ là Albert IV và thân mẫu là Kunigunde của Áo, con gái của Hoàng đế Frederick III.

## Hoạt động chính trị

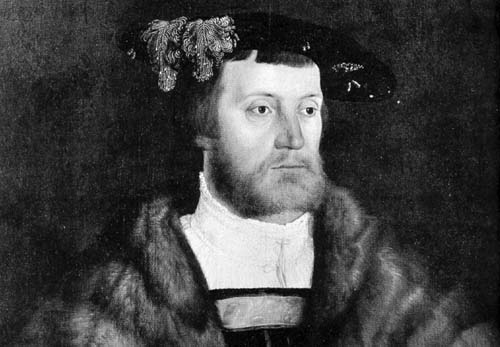
Wilhelm IV của Bavaria

Mặc dù cha ông đã lập một qui định vĩnh viễn vào năm 1506 trao tư cách kế vị cho các đời hoàng tử cả nhưng em trai Louis của ông đã phản đối do Wilhelm được sinh ra trước khi sắc lệnh trên có hiệu lực. Với sự hỗ trợ của mẹ và đại tướng, Louis đã buộc Wilhelm phải chấp nhận chia sẻ tước vị với mình vào năm 1516. Louis sau đó phối hợp với anh trai mình và được giao quản lý các quận Landshut và Straubing.
Wilhelm ban đầu tỏ ý đồng thuận với phe kháng cách nhưng đã thay đổi dần thái độ khi phong trào này trở nên phổ biến và có sức ảnh hưởng lớn ở Bayern. Năm 1522, ông ban hành sắc lệnh tôn giáo đầu tiên của Bayern, chính thức cấm các ấn phẩm của Martin Luther. Sau một thỏa thuận với Giáo hoàng Clement VII, năm 1524, Wilhelm đã trở thành một nhà lãnh đạo của phong trào phản kháng cách tại Đức, mặc dù ông vẫn chống lại nhà Habsburgs kể từ khi người em Louis X của ông giành được vương miện của Bohemia. Cả hai vị công tước cũng đã từng phối hợp đàn áp cuộc nổi dậy của nông dân ở Nam Đức trong một liên minh với tổng giám mục của Salzburg vào năm 1525.
Cuộc xung đột với Habsburg chấm dứt vào năm 1534 khi cả hai anh em đạt được thỏa thuận với Ferdinand I của Thánh chế La Mã tại Linz. Wilhelm sau đó cũng ủng hộ Karl V trong cuộc chiến chống lại liên minh Schmalkaldic của phe kháng cách vào năm 1546, nhưng lại không thành công trong việc duy trì tước tuyển đế hầu Palatine. Thủ tướng của Wilhelm trong 35 năm cầm quyền là Leonhard von Eck đầy quyền lực.

## Hoạt động văn hóa
Vào ngày 23 tháng 4 năm 1516, trước một hội đồng gồm các quý tộc và hiệp sĩ ở Ingolstadt, Wilhelm đã ban hành quy định về độ tinh khiết của bia (reinheitsgebot) nổi tiếng đối với việc sản xuất bia tại Bavaria, nội dung của đạo luật này quy định việc chỉ có thể sử dụng lúa mạch, hoa bia và nước trong quy trình sản xuất. Quy định này vẫn có hiệu lực cho đến khi nó bị bãi bỏ vào năm 1986 theo quy định bởi Liên minh châu Âu.
Năm 1523 với việc bổ nhiệm Ludwig Senfl  đã đánh dấu bắt đầu cho sự phát triển trỗi dậy của dàn nhạc Bayern.  Johann Eck đã viết thay mặt cho Wilhelm quyển Eckbibel, một bản dịch Kinh thánh từ năm 1537 về mặt thần học nhằm chống lại phái Luther. Bản dịch cũng có ý nghĩa nghiên cứu về mặt ngôn ngữ học sau này khi nó được viết bằng tiếng Đức Thượng Bavaria thay cho tiếng Đông Đức Saxon.
Wilhelm là một nhà sưu tập tranh và ông đã lưu giữ rất nhiều tác phẩm quan trọng. Ông đã ủy thác một bộ tranh quan trọng từ nhiều họa sĩ khác nhau, bao gồm Trận chiến của Alexandros  của Albrecht Altdorfer. Hầu hết các bộ sưu tập của Wilhelm, hiện được lưu trữ tại Alte Pinakothek ở Munich. Với lệnh mở rộng cung điện Neuveste bằng cách xây dựng Rundstubenbau và thành lập khu sân vườn đã biến cung điện Munich thành một cung điện kiểu mẫu. Theo chu kỳ lịch sử với hình ảnh kiến trúc nhà phụ sân vườn trong tác phẩm hội họa của Albrecht Altdorfer. Năm 1546, ông và con trai Albert V đã ra lệnh xây dựng cung điện Dachau biểu trưng cho kiến trúc Gothic thành một cung điện bốn cánh theo phong cách Phục hưng với một khu sân vườn mà sau đó trở thành nơi thư giản ưa thích của những nhà lãnh đạo Bavaria.
Wilhelm mất năm 1550 tại Munich và con trai Albert kế nhiệm. Ông được an táng tại nhà thờ Đức Bà ở München.

## Gia đình

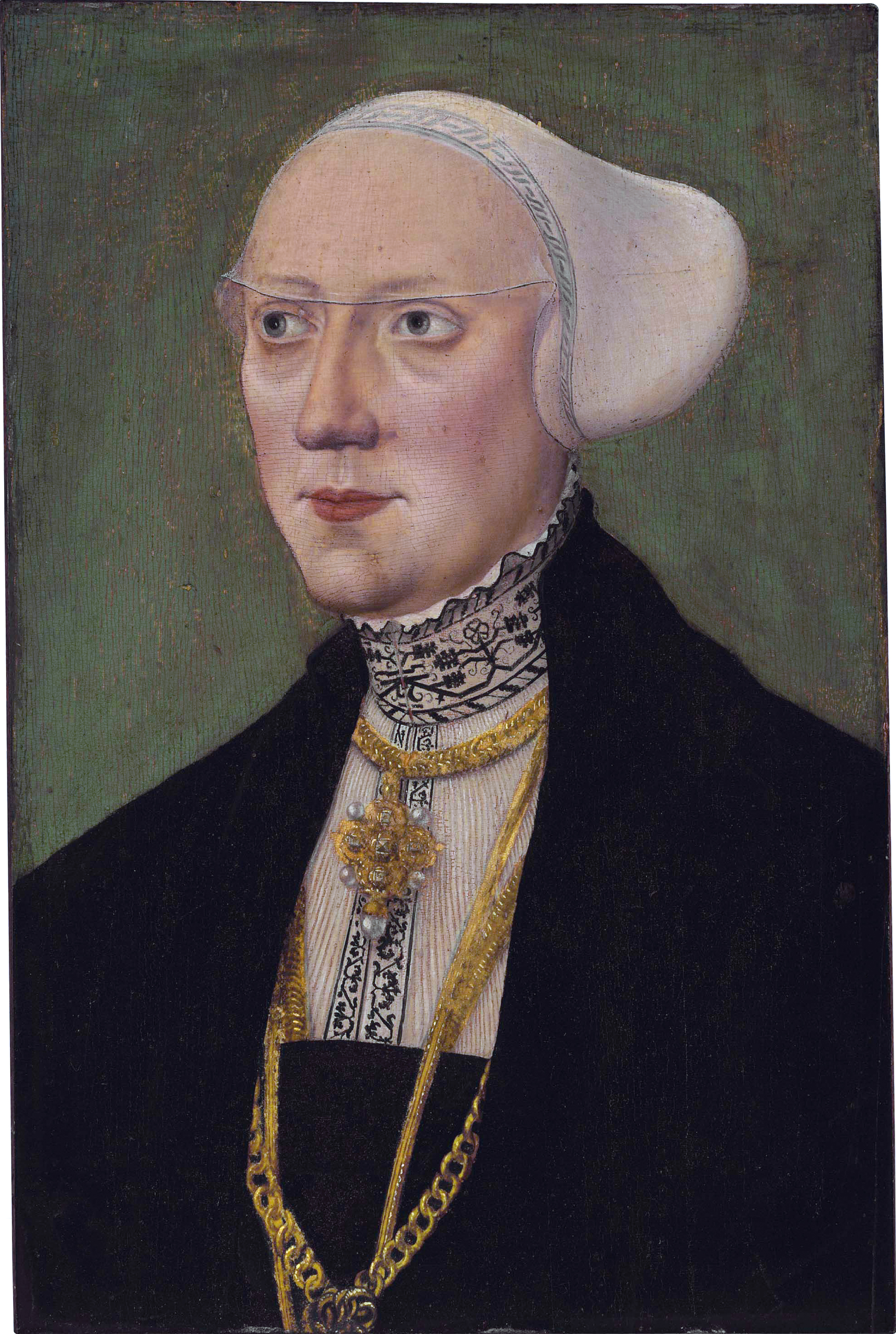
Maria Jacobäa von Baden, vợ của Công tước Wilhelm IV xứ Bayern (Hans Schöpfer I)

Năm 1522, Wilhelm kết hôn với Jakobaea of Baden (1507-1580), con gái của Margrave Philip I của Baden và công chúa Elisabeth của Palatinate; họ có bốn người con:
1. Theodor của Bavaria (10 tháng 2 năm 1526 - 8 tháng 7 năm 1534)
2. Công tước Albert V của Bavaria (1528-1579)
3. Wilhelm của Bavaria (17 tháng 2 năm 1529 - 22 tháng 10 năm 1530)
4. Mechthild của Bavaria, (12 tháng 7 năm 1532 - 2 tháng 11 năm 1565), kết hôn năm 1557 với Philibert của Baden (1536-1569)

Ngoài ra ông còn có hai người con ngoài giá thú:
1. Hiệp sĩ Georg von Hegnenberg (c.1509-1590) kết hôn với Margarete Hausner von Stettberg
2. Anna (mất năm 1570) với một người phụ nữ không rõ tên họ.